# Tiles (Band)
Tiles ist eine US-amerikanische Progressive-Hard-Rock-Band, die 1993 in Detroit gegründet wurde.

## Bandgeschichte
Die Band veröffentlichte ihr selbstbetiteltes Debütalbum im Jahr 1995. Es stand in der Tradition von Rush und brachte Tiles gute Kritiken ein. Das zweite Album Fence the Clear erschien 1997 bei InsideOut Music, danach stieg Mark Evans vorübergehend aus der Band aus. Mit Pat DeLeon am Schlagzeug spielten Tiles Presents of Mind ein, das Anleihen an den Progressive Metal zeigte und gemeinsam mit dem Vorgänger zu den gelungensten Alben der Band gezählt wird. Der Veröffentlichung im Jahr 1999 folgte eine Europa-Tournee im Vorprogramm von Dream Theater. Nach Window Dressing, das 2004 auf den Markt kam, kehrte Mark Evans zurück zur Band. In der Originalbesetzung wurde 2008 Fly Paper veröffentlicht. Alannah Myles und Alex Lifeson waren als Gastmusiker daran beteiligt. Nach zwei Live-im-Studio-Aufnahmen erschien 2016 das Doppelalbum Pretending 2 Run, das mit zahlreichen Gastmusikern eingespielt wurde, u. a. Ian Anderson, Adam Holzman und Mike Portnoy.

## Diskografie
- 1995: Tiles
- 1997: Fence the Clear
- 1999: Presents of Mind
- 2004: Window Dressing
- 2008: Fly Paper
- 2012: Off the Floor
- 2014: Off the Floor 02
- 2016: Pretending 2 Run